# Palusapit
Palusapit fue una visita del pueblo de San José de Tarlac, en
la isla de Luzón, Filipinas,  que pertenecía a madiados del siglo XIX desde el punto de vista civile a la provincia de Nueva Écija y del eclesiástico al arzobispado de Manila.
En la actualidad corresponde a la provincia de Tarlac, situada en la Región Administrativa de Luzón Central, también denominada Región III. 

## Geografía
Situado en los 124° 43' longitud y en los 15° 53' latitud,  en terreno elevado próximo á la orilla izquierda del río de San José; su clima es templado. Dista unas 2 leguas al nordeste de San José.
A mediados del siglo XIX:

"...Tiene unas 181 casas, la de comunidad donde está la cárcel, una escuela de instrucción primaria, y una iglesia próxima á la cual se halla el cementerio,..."

"...tiene caminos en buen estado que dirigen uno á Pantabangán, otro á Puncán, y el que conduce á la matriz..."
Manuel Buzeta y Felipe Bravo.